# David Rosier
Pour les articles homonymes, voir Rosier (homonymie).
David Rosier (né à Colombes le 8 décembre 1973) est un producteur et scénariste français.

## Biographie
David Rosier est diplômé d'un master en philosophie à l’université de Paris X Nanterre. Il commence par travailler en tant que lecteur de scénarios free lance et participe à l’écriture de plusieurs scénarios de films ( Manzanar Mangrove 2002, La clef des songes, 2003). Il est simultanément assistant réalisateur sur l’émission Caravane de Nuit (France2) et d’autres emissions avant d’arriver à la production en 2004. 
En 2006, il fonde sa première société de production , Moondog Production, au sein de laquelle il développe et produit plus d'une centaine de films publicitaires films pédagogiques et d'expériences interactives pour les grands Groupes (Generali, Louis Vuitton, AT&T) et développe une série documentaire pour Arte « passeurs d’univers » (2008). 
Engagé pour la préservation des droits de la nature et des peuples autochtones, il co-fonde en 2009 l’ONG Nature Rights. 
En 2011 il crée Decia Films et produit son premier long métrage  Le sel de la Terre réalisé par Wim Wenders et Juliano Ribeiro Salgado dont il co-signe également le scénario.  
Le Sel de la Terre est primé à Cannes 2014 du prix spécial du jury dans la catégorie Un Certain Regard, il remporte en 2015 le césar du meilleur film documentaire et est nommé la même année aux oscars dans la catégorie meilleur film documentaire.  
En 2015, Il se forme au CEEA en parallèle de son activité pour compléter son expertise en direction littéraire avant de co-ecrire et co-produire son second film pour le cinéma Le Pape François : Un homme de parole
En 2019 David Rosier fonde le groupe Reveal Media qui comprend Decia Films (production cinématographique), Foehn Films (publicité) et Capstan Films Services (production exécutive). Le groupe est signataire de la charte Ecoprod.
David Rosier est membre de l'académie des césars et de l'européen film academy. 

## Filmographie partielle

### Au cinéma
- 2014 : Le Sel de la Terre (scénariste et producteur)

- 2018: Le Pape François : Un homme de parole (scénariste et producteur)

## Récompenses et distinctions
Conjointement avec les réalisateurs Wim Wenders et Juliano Ribeiro Salgado, il est nommé pour leur film documentaire Le Sel de la Terre dans la catégorie du Meilleur film documentaire aux Oscars 2015.

Ce film remporte le César du meilleur documentaire en 2015.